# Antonio Tartaglia
Antonio Tartaglia (ur. 13 stycznia 1968 w Casalbordino) – włoski bobsleista. Mistrz olimpijski z Nagano.
W igrzyskach brał udział czterokrotnie. Debiutował w 1992, ostatni raz startował w 2002. Sukcesy zaczął odnosić jako członek załogi Günthera Hubera. Razem pierwszy sukces odnieśli w 1997, zdobywając na mistrzostwach świata srebrny medal. W 1998 podzielili tytuł mistrzów olimpijskich z kanadyjską dwójką Lueders-MacEachern.